# (6644) Jugaku
(6644) Jugaku (1991 AA) – planetoida z pasa głównego asteroid okrążająca Słońce w ciągu 5,74 lat w średniej odległości 3,2 j.a. Odkryta 5 stycznia 1991 roku.